# Lunca de Jos, Alba
Lunca de Jos este un sat în comuna Vidra din județul Alba, Transilvania, România. La recensământul din 2002 avea o populație de 34 locuitori.